# Ђибешти (Валча)
Ђибешти (рум. Gibești) насеље је у Румунији у округу Валча у општини Голешти. Oпштина се налази на надморској висини од 341 m.

## Становништво
Према подацима из 2002. године у насељу је живело 125 становника, од којих су сви румунске националности.